# Bistum Guarenas
Das Bistum Guarenas (lateinisch Dioecesis Guarenensis, spanisch Diócesis de Guarenas) ist eine in Venezuela gelegene römisch-katholische Diözese mit Sitz in Guarenas. Es umfasst einen Teil des Bundesstaates Miranda.

## Geschichte
Papst Johannes Paul II. gründete das Bistum am 30. November 1996 mit der Apostolischen Konstitution Maiori Christifidelium aus Gebietsabtretungen des Bistums Los Teques und unterstellte es dem Erzbistum Caracas als Suffragandiözese.

## Bischöfe von Guarenas
- Gustavo García Naranjo, 1996–2020
- Tulio Luis Ramírez Padilla, seit 2020